# Srednjooceanski hrbat
Srednjooceanski hrbat je podvodni planinski lanac, formiran procesom tektonike ploča. Izdizanje oceanskog dna događa se kada se konvekcijske struje u plaštu uzdižu pod oceansku koru i stvore magmu na mjestu gdje se nalazi divergentna granica među dvjema litosfernim pločama. Srednjooceanski hrptovi su povezani i čine globalni sustav srednjooceanskih hrptova, koji je dio svakog oceana, što ga čini najdužim planinskim lancem na svijetu. Neprekinuti planinski lanac je dug 65 000 km, a ukupna dužina je sustava 80 000 km.

## Opis
Srednjooceanski hrptovi su geološki aktivni jer nova magma konstantno izbija na oceansko dno te u koru na i u blizini rascijepa duž osi hrpta. Kristalizirana magma tvori novu koru, uvjetno rečeno od bazalta i gabra.
Stijene koji čine koru ispod oceanskog dna su najmlađe na osi hrpta, a starost im raste povećanjem od spomenute osi. Nova bazaltna magma izbija na i u blizini osi hrpta zbog dekompresijskog taljenja Zemljinog plašta ispod te osi.
Oceanska kora izgrađena je od stijena koje su mnogo mlađe nego sama Zemlja - kora u oceanskim bazenima nije starija od 200 milijuna godina, zato što je u neprestanom procesu "obnavljanja" na srednjooceanskim hrptovima. Oceanska dubina raste udaljavanjem od srednjooceanskog hrpta, a najveće dubine su u oceanskim jarugama. Kako se oceanska kora odmiče od osi hrpta, plaštni peridotiti se hlade i postaju sve krući. Kora i relativno kruti peridotiti ispod te kore čine oceansku litosferu.

## Proces nastanka
Za dva procesa, potiskivanje od hrpta te povlačenje ploče, smatra se da su odgovorni za širenje opaženo na srednjooceanskim hrptovima, no postoji nesigurnost koji od njih je dominantan. Potiskivanje od hrpta javlja se tamo gdje težina hrpta potiskuje ostatak tektonske ploče od hrpta, često prema zoni subdukcije. U zoni subdukcije do izraza dolazi povlačenje ploče. Ovdje se radi o tome da težina tektonske ploče koja se subducira pod naliježuću ploču povlači za sobom ostatak ploče.
Drugi proces za kojeg se pretpostavlja da doprinosi nastanku nove oceanske kore na srednjooceanskim hrptovima jest plaštna "pomična vrpca". Međutim, mnoga su istraživanja pokazala da je gornji plašt (astenosfera) previše plastičan (fleksibilan) da bi generirao dovoljno trenja za odguravanje tektonske ploče. Vjerojatnije je da izdizanje plašta, koje uzrokuje formiranje magme ispod srednjooceanskih hrptova, uključuje samo plašt iznad dubine od 400 km, kako je zaključeno iz seizmičke tomografije i iz istraživanja seizmičkiog diskontinuiteta negdje na dubini od 400 km. Relativno plitke dubine na kojima dolazi do izdizanja plašta ispod hrptova su više u skladu s procesom "povlačenja ploče".
Tempo kojim na srednjooceanskom hrptu nastaje novi materijal poznat je iz brzine širenja, a općenito se mjeri u mm/god. Uobičajena podjela brzina širenja jest brza, umjerena i spora, čije vrijednosti su generalno >100 mm/god, ~60 mm/god, and <20 mm/god. Brzina širenja sjevernog Atlantika je 10 mm/god, dok u Pacifiku te vrijednosti dosežu vrijednosti od 40-60 mm/god.
Sustavi srednjooceanskih hrptova formiraju novu oceansku koru. Kako se kristalizirani bazalt istisnut na osi hrpta hladi ispod Curiejeve točke koja odgovara željezo-titanijevim oksidima, u njima je sačuvan smjer magnetskog polja paralelan zemljinom magnetskom polju. Uzorak magnetskih obrata u oceanskoj kori može se rabiti kao pokazatelj starosti jer je magnetsko polje Zemlje mijenjalo smjer u nepravilnim intervalima tijekom prošlosti.  Na isti način, uzorak obrata zajedno s mjerenjem starosti kore rabi se kao pomoć u određivanju povijesti Zemljinog magnetskog polja.